# Alpinia papuana
Alpinia papuana là một loài thực vật có hoa trong họ Gừng. Loài này được Scheff. mô tả khoa học đầu tiên năm 1876.